# Statue de Marthinus Wessel Pretorius
La statue de Marthinus Wessel Pretorius située au centre de Pretoria en Afrique du Sud, rend hommage à Marthinus Wessel Pretorius (1819-1901), premier président de la République sud-africaine du Transvaal (South African Republic) de 1857 à 1860 puis de nouveau de 1864 à 1871, président de l'État libre d'Orange de 1859 à 1863 et co-chef de l'État du Transvaal de 1880 à 1883. Il est également le fondateur de Pretoria qu'il fit nommer en l'honneur de son père, le voortrekker Andries Pretorius.
Œuvre de Coert Steynberg, la statue de Marthinus Wessel Pretorius fut érigée à son emplacement actuel en 1955, année du centenaire de Pretoria. Elle fait partie d'un ensemble monumental comprenant un bassin et la statue équestre de son père, Andries Pretorius.

## Localisation
La statue est située devant l'hôtel de ville de Pretoria, le long du trottoir de Paul Kruger street, en face du Transvaal Museum (Ditsong National Museum of Natural History).

## Descriptif

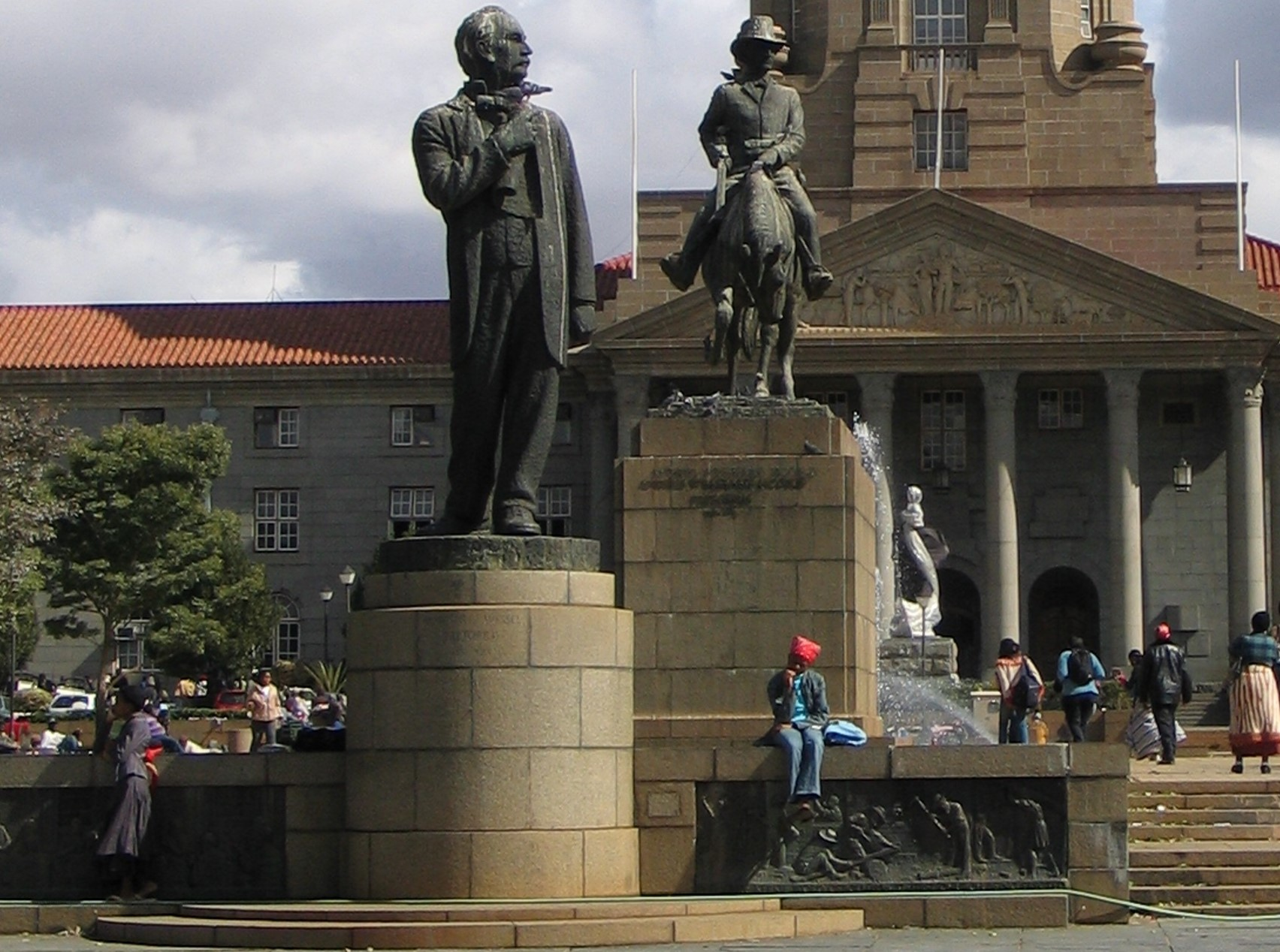
Statue de Marthinus Wessel Pretorius (devant celle d'Andries Pretorius) avec les panneaux en bronze situés de chaque côté du piédestal.

La statue fait partie d'une ensemble monumental rendant hommage aux Pretorius, père et fils. 
Juchée sur un haut piédestal arrondi, une statue en bronze, d'environ 4 mètres, représente M.W. Pretorius en habit, la tête tournée vers la gauche et la main repliée vers la poitrine.  
Sur le piédestal en granit est inscrit Marthinus Wessel Pretorius  1819-1901. 
Le piédestal arrondi est encastré dans le muret d'un bassin d'une vingtaine de mètres qui marque un niveau de dénivellation avec les jardins et la statue équestre d'Andries Pretorius, située en arrière plan. Sur le muret rectangulaire constituant la largeur du bassin, sont situés, de chaque côté du piédestal, deux panneaux en bronze de 2,5 x 1 m. Le panneau de gauche représente une séance du Conseil de la République sud-africaine avec les mots: Ville baptisée et fondée le 16 novembre 1855. Le panneau de droite montre la construction de la première église en 1856-1857 sur church square.
Les deux statues, le bassin et les panneaux en bronze constituent l'ensemble du monument commémoratif bien que chacun de ces éléments soient distincts et dissociables.

## Historique

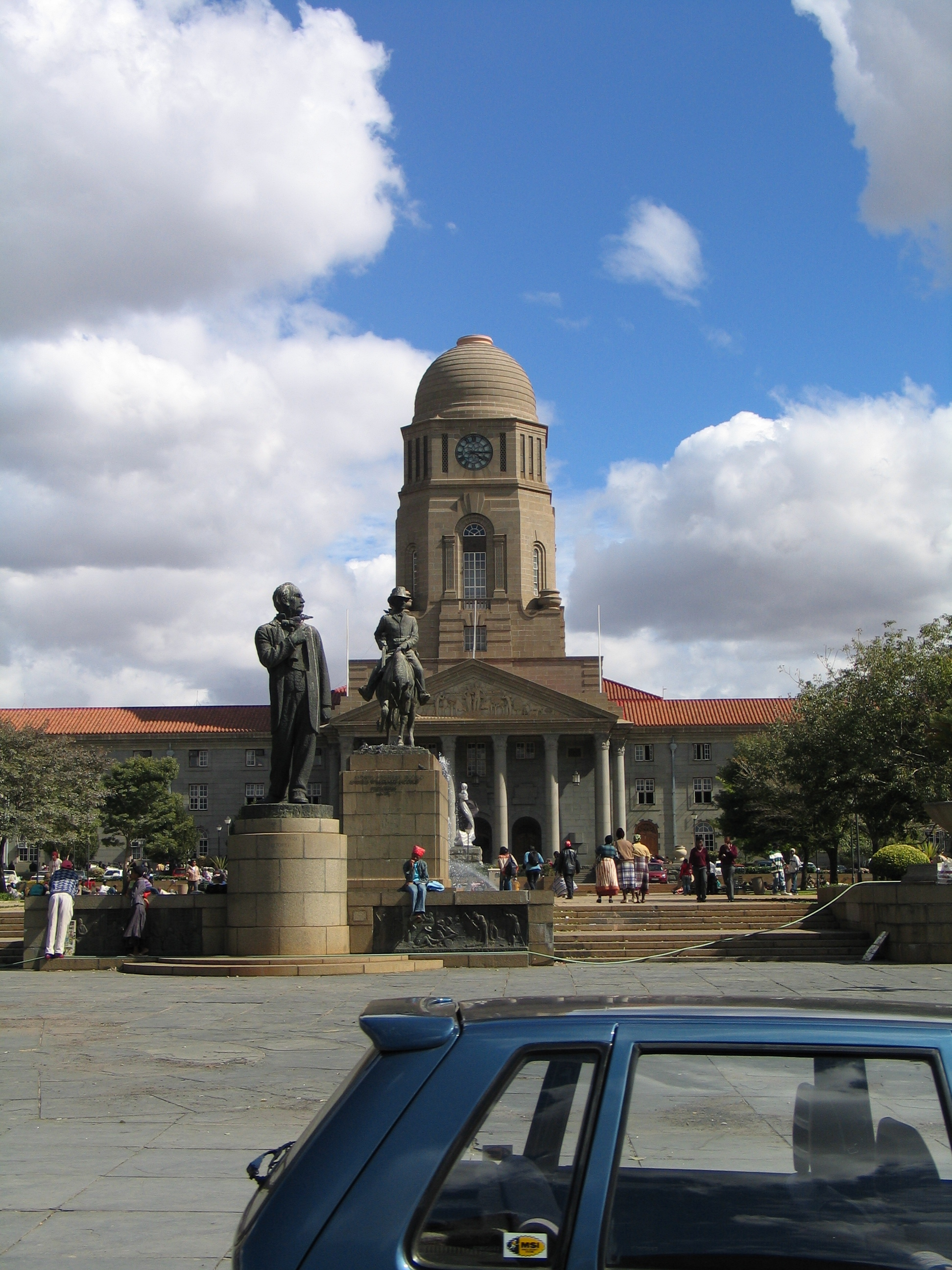
Les statues de Marthinus Wessel Pretorius et de son père devant l'hôtel de ville de Pretoria.

Pour le centenaire de la naissance de Pretoria, un monument rendant hommage à Andries Pretorius et à Marthinus Wessel Pretorius, le fondateur de Pretoria, fut commandé par un comité chargé des célébrations, comprenant l'artiste Jacobus Hendrik Pierneef, l'architecte A.L. Meiring et l'historien A.N. Pelzer. A cette fin, le sculpteur Coert Steynberg fut engagé. Il proposa plusieurs monuments et sculptures notamment une représentation de Andries Pretorius assis dans un fauteuil, son chapeau sur les genoux et son fils debout à ses côtés. Une autre proposition consistait en deux statues équestres représentant le père et le fils côte à côte. Le choix de Steynberg et du comité se porta finalement un monument comprenant deux statues bien distinctes : Andries Pretorius sur son cheval d'un côté et son fils debout d'un autre côté. Pour Steynberg, il s'agissait ainsi de différencier le chef voortrekker qu'était Andries Pretorius et le chef d'Etat qu'était Marthinus Wessel Pretorius. Par ailleurs, il n'était pas possible selon lui de les mettre côte à côte ou au même niveau, comme envisagé à l'origine, à cause de la différence de leurs fonctions institutionnelles ni de placer les statues trop près de l’hôtel de ville au risque d'éclipser le carillon du bâtiment municipal. Steynberg plaida et obtint que la statue de Marthinus Wessels, en tant que chef d'état, fut disposé en amont du monument et que celle d'Andries Pretorius soit placée en aval, mais sur une position d'honneur.
Le monument à Pretorius, père et fils, fut inauguré le 22 octobre 1955 en présence de M.W. Pretorius, le petit-fils de Marthinus Wessels Pretorius. La statue en l'honneur de Marthinus Wessel Pretorius fut érigée au bord de Paul Kruger street, à une petite vingtaine de mètres de la statue équestre d'Andries Pretorius de laquelle elle est séparée et reliée par un bassin aménagée.
À l'instar de nombreux monuments sud-africains représentatifs de l'histoire des Afrikaners, le maintien sur son site actuel des statues de Pretorius, père et fils, est remis en question par les mouvements panafricanistes tels que celui de Julius Malema au motif qu'elles représenteraient un symbole de l'apartheid et plus généralement de la domination blanche sur l'Afrique du Sud. La statue de M.W. Pretorius a notamment été maculée de peinture rouge au niveau du pantalon en 2015.